# Corsari (gioco)
Corsari è un gioco di strategia composto da un mazzo di carte non collezionabili. Viene prodotto, dal 2003, dall'azienda Dal Negro. È pubblicato anche sul mercato internazionale come I Go!.
L'autore del gioco è il progettista Leo Colovini e l'illustratore è Fabio Visintin.
Questo gioco è distribuito in paesi tra cui Italia, Inghilterra, Francia, Germania, per i quali sono disponibili le istruzioni nella relativa lingua.
Il numero dei giocatori può variare da due a quattro, di età superiore agli otto anni. Il gioco è formato da carte colorate di rosa, viola, blu, azzurro, grigio, marrone, rosso, arancione, giallo e verde che rispettivamente presentano i numeri da 1 a 11.

## Come giocare

### Le carte
All'interno della confezione sono contenute carte così distribuite:
- 11 carte di colore rosa con i numeri da 1 a 11
- 11 carte di colore viola con i numeri da 1 a 11
- 11 carte di colore blu con i numeri da 1 a 11
- 11 carte di colore azzurro con i numeri da 1 a 11
- 11 carte di colore grigio con i numeri da 1 a 11
- 11 carte di colore marrone con i numeri da 1 a 11
- 11 carte di colore rosso con i numeri da 1 a 11
- 11 carte di colore arancione con i numeri da 1 a 11
- 11 carte di colore giallo con i numeri da 1 a 11
- 11 carte di colore verde con i numeri da 1 a 11

per un totale di 110 carte.
Le carte rappresentano la ciurma di una nave con un diverso ruolo e quindi un diverso numero, infatti il numero 1 rappresenta il capitano, il 2 il primo ufficiale e così via.

### Obiettivo del gioco
Il gioco consiste in una serie di manche, in ognuna delle quali i giocatori salpano a bordo del loro galeone corsaro cercando di fare in modo che le loro carte abbiano la migliore composizione possibile.

### Preparazione
Si sceglie casualmente il primo mazziere dopodiché questo ruolo viene svolto a turno in senso orario.
Il mazziere mescola le carte, distribuisce dodici carte coperte ad ogni giocatore (una alla volta), forma una fila di carte scoperte al centro del tavolo che verrà chiamata "il molo". Il molo sarà composto da sette carte se si gioca in due, otto se si gioca in tre, nove se si gioca in quattro. Il colore della carta finale della fila è detto "il colore del molo". Inoltre il mazziere scopre una carta, che sarà la prima della pila degli scarti e forma con le carte rimanenti il mazzo da cui pescare, il tallone.

### Svolgimento
Si gioca a turno in senso orario a partire dal giocatore alla sinistra del mazziere. Il giocatore di turno può pescare dal mazzo, dalla pila degli scarti (solo una carta), dal molo (la carta finale). Pescando dal molo, il colore del molo può cambiare. Inoltre, il giocatore di turno, dopo aver pescato deve scartare nella pila degli scarti una carta scoperta (è consentito scartare anche la carta appena pescata).

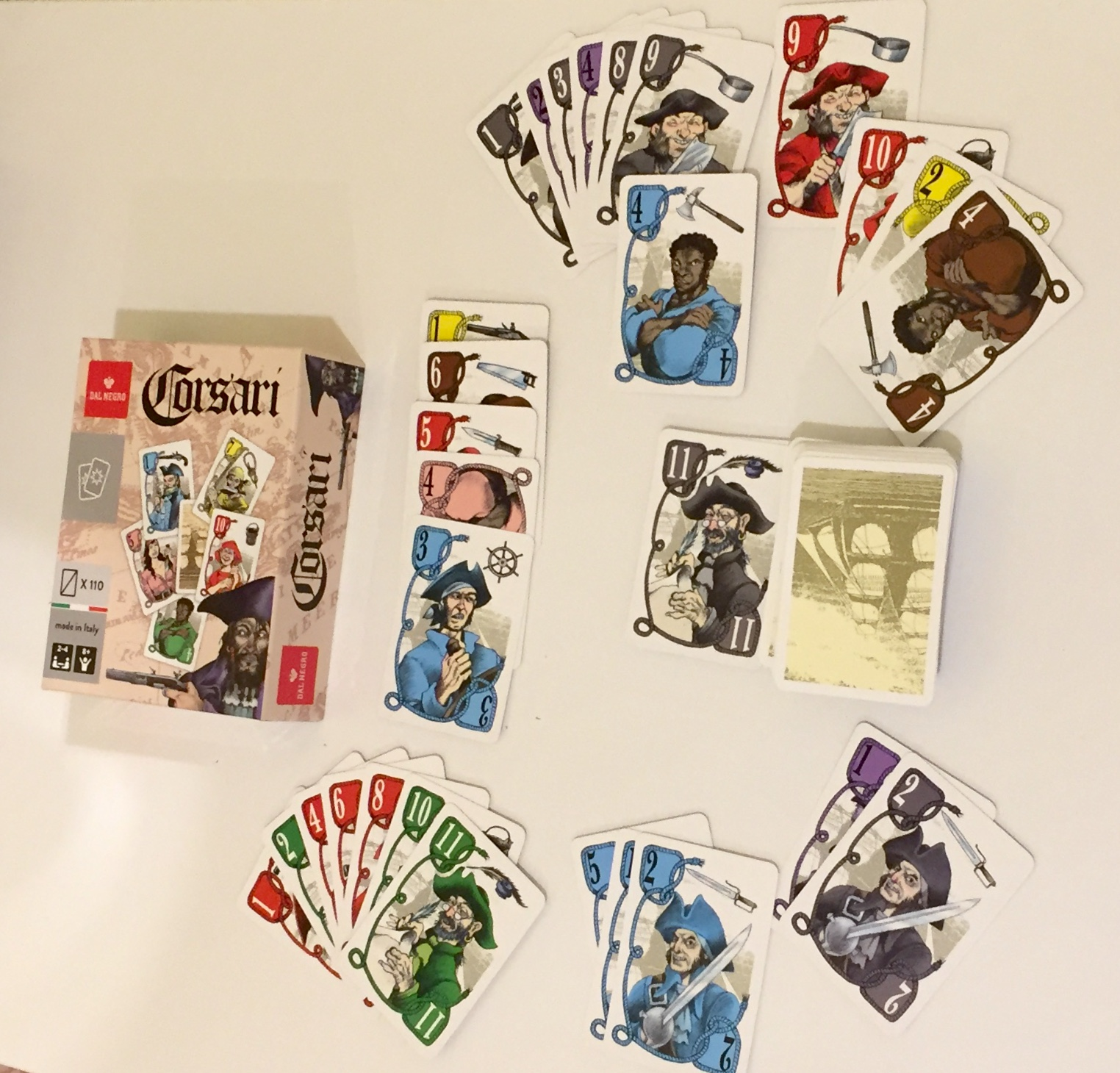
In questo caso il giocatore con la ciurma verde e rossa è salpato accumulando momentaneamente due carte penalità ed il suo limite è 3= 1 viola + 2 grigio.
L'avversario attacca il 9 rosso nella ciurma del chiudente, ma non il 10 rosso che il chiudente ha già verde. Di conseguenza l'avversario accumula tre carte penalità ed il suo limite è 16=10 rosso + 2 giallo + 4 marrone.
Il chiudente vince, tutte le carte vengono mescolate tranne le tre carte penalità dell'avversario e il molo.

### Si salpa!
In qualsiasi momento, dopo aver pescato, il giocatore di turno può decidere di salpare, cioè di chiudere la manche. In tal caso egli scarta una carta come di consueto, poi cala tutte le sue carte. La suddivisione comprende: i prigionieri, corsari dello stesso colore del molo che consentono di lucrare preziosi riscatti e quindi trasportarli non comporta penalità, la ciurma, corsari di al massimo due diverse bande (due diversi colori) e devono avere tutte un diverso ruolo (un diverso numero) ed anche queste carte non comportano nessuna penalità, e, infine, i clandestini, che sono le carte rimanenti.
La somma del valore dei clandestini rappresenta il limite di ogni giocatore, che ogni giocatore deve cercare di abbassare durante la partita.
Gli altri giocatori devono suddividere le carte, come il chiudente, e possono anche attaccare carte alla ciurma di chi ha chiuso. Le carte attaccate devono rispettare le normali regole cioè essere delle bande dell'equipaggio e avere un diverso ruolo. Giocatori diversi possono attaccare carte aventi lo stesso numero, ma uno stesso giocatore non può attaccare due carte con lo stesso ruolo.
La durata del gioco è di circa 10 minuti.

### Casi particolari
- Quando un giocatore pesca l'ultima carta del molo la mano finisce e va a monte.
- Se un giocatore pesca l'ultima carta del mazzo è obbligato a salpare.

### Il punteggio
Alla fine di ciascuna manche ogni giocatore calcola il proprio limite, la somma del valore dei clandestini, e lo confronta col limite del chiudente. Se l'avversario ha un limite maggiore impila le carte davanti a sé e il numero di carte, non il valore, corrisponde alle penalità del giocatore. Se l'avversario ha un limite minore o uguale a quello del chiudente lo "manda sotto", passandogli tutti i propri clandestini, che conserverà insieme alle proprie carte clandestini come penalità.
Se il chiudente ha il limite più basso di tutti non solo non riceve carte dagli altri, ma non deve nemmeno conservare i propri clandestini che vengono rimessi nel mazzo.
Tutte le carte clandestini conservate come penalità non vengono reinserite nel mazzo che conseguentemente diminuisce od ogni manche.
Alla fine di ogni mano ogni giocatore conta il numero delle carte penalità che ha davanti a sé e lo dichiara.
Prima di iniziare la mano successiva si calcola quante carte penalità hanno complessivamente i giocatori: se è pari o superiore a 35 si gioca l'ultima manche, se è superiore o pari a 45 la partita è finita. Vince il giocatore che, alla fine della partita, ha il minor numero di carte penalità.

### Cappotto
Se il chiudente riesce a salpare senza clandestini fa cappotto e vince la partita a prescindere dalle carte degli avversari. Se nel momento che un giocatore salpa, un altro riesce a salpare senza alcun clandestino fa cappotto e vince la partita. Se in due giocatori, diversi dal chiudente, fanno cappotto vince chi ha meno carte penalità.